# Cantón de Montluçon-Noreste
El cantón de Montluçon-Noreste era una división administrativa francesa que estaba situada en el departamento de Allier y la región de Auvernia.

## Composición
El cantón estaba formado por dos comunas más una fracción de la comuna de Montluçon:
- Montluçon (fracción)
- Saint-Victor
- Vaux

## Supresión del cantón de Montluçon-Noreste
En aplicación del Decreto n.º 2014-265, de 27 de febrero de 2014, el cantón de Montluçon-Noreste fue suprimido el 22 de marzo de 2015 y sus 3 comunas pasaron a formar parte del nuevo cantón de Montluçon-1.